# Joël Bellassen
Joël Bellassen (nom de plume Bellassen, nom d'état civil : Bel Lassen, /ʒo.ɛl.be.la.sɛn/ - chinois simplifié : 白乐桑 ; chinois traditionnel : 白樂桑 ; pinyin : Báilèsāng), né à Sidi Bel Abbès (Algérie) le 27 mai 1950, a été le premier inspecteur général de chinois au ministère français de l’Éducation nationale (de 2006 à 2016) et directeur de recherche en didactique du chinois à l'Institut national des langues et civilisations orientales, après avoir été à l'Université Denis-Diderot Paris VII.

## Biographie
Diplômé de philosophie et de chinois à l'Université Paris VIII - Vincennes, il part en Chine de 1973 à 1975 pour poursuivre des études de chinois et de philosophie à l'Institut des langues de Pékin et à l'Université de Pékin. Au retour, il s'engage dans la construction de la discipline de l'enseignement du chinois. Il initie à la fin des années 1980 une innovation pédagogique, faisant du chinois une matière d'éveil à visée formatrice en école primaire et conçoit l'idée d'associer des couleurs aux caractères chinois en fonction de leur ton, afin de faciliter leur mémorisation (respectivement pour chacun des quatre tons du mandarin le bleu, le jaune, le noir et le rouge).
Il enseigne le chinois à l'École alsacienne de Paris, puis à l'Université Paris VII, enfin à l'Inalco.
Il est depuis 2006 premier inspecteur général de chinois au ministère de l'Éducation nationale. Il est internationalement connu dans sa discipline depuis la publication de son livre Méthode d'initiation à la langue et à l'écriture chinoises (Bellassen et coll. Zhang 1989), qui devint l'un des principaux ouvrages utilisés pour enseigner le chinois dans les établissements francophones, représentatif au niveau international de l'approche dite de l'entrée par le caractère, zi benwei 字本位 . Il est également connu du côté anglophone, où plusieurs de ses ouvrages d'apprentissage du chinois ont été traduits. Il a été l'un des vice-présidents de l'Association mondiale de l'enseignement du chinois de 1993 à 2021 (Shìjié hànyŭ jiàoxué xuéhuì 世界汉语教学学会）et président de l'Association européenne de l'enseignement du chinois (AEEC / EACT European Association of Chinese Teaching) créée en 2015.

## Méthode Bellassen
| 啊 爱 安 八 把 吧 白 百 班 半 办 包 报 杯 北 本 比 笔 边 便 遍 别 病 不 才 菜 茶 差 长 常 场 唱 车 成 城 吃 出 处 川 春 次 从 错 打 大 带 当 到 道 的 得 等 底 地 第 点 电 店 定 冬 东 懂 动 都 对 多 饿 儿 二 发 法 饭 方 房 放 非 飞 分 份 风 夫 服 父 干 刚 钢 高 告 哥 歌 个 给 跟 更 工 公 共 古 关 馆 光 广 贵 国 果 过 还 孩 海 汉 好 喝 河 和 黑 很 红 后 候 湖 虎 花 画 化 话 欢 黄 回 会 活 火 机 鸡 几 己 家 间 见 江 讲 饺 叫 教 今 金 近 进 京 九 酒 久 就 旧 觉 开 看 可 课 刻 孔 口 快 筷 块 来 老 乐 了 累 冷 离 李 里 立 连 凉 两 辆 零 六 龙 楼 路 马 吗 买 卖 慢 忙 毛 么 没 美 每 门 们 梦 米 面 民 名 明 母 拿 哪 那 男 南 难 脑 呢 能 你 年 念 鸟 您 牛 女 旁 朋 皮 片 票 平 七 期 骑 起 气 汽 千 前 钱 亲 轻 请 秋 区 去 然 让 热 人 认 日 肉 如 三 色 山 商 上 少 谁 身 什 生 声 升 师 十 时 识 始 是 事 市 室 收 手 书 水 睡 说 思 四 诉 算 虽 岁 所 他 她 它 太 疼 提 题 体 天 田 听 同 头 图 外 完 晚 万 王 往 网 忘 为 位 文 问 我 无 五 午 物 西 息 喜 下 先 现 香 想 象 像 小 校 些 鞋 写 谢 新 心 信 星 行 醒 姓 兴 休 学 呀 言 阳 羊 样 要 药 也 夜 一 医 衣 以 意 因 音 影 硬 用 有 友 又 鱼 语 雨 元 园 远 院 月 在 再 早 怎 站 张 找 这 着 真 正 知 只 中 钟 种 重 主 住 祝 庄 子 字 自 走 租 最 昨 作 做 坐 |

La Méthode d'initiation introduisit une rupture dans l'apprentissage du chinois en France, en portant une attention particulière aux caractères (ou sinogrammes), à parts égales avec les mots : cette méthode part du principe que l'on est confronté dans l'apprentissage du chinois à deux unités pédagogiques et non une seule : les caractères, unités de sens, et les mots, souvent composés en chinois moderne de deux caractères. Les caractères en étant considérés comme un des éléments distincts importants et devant faire l'objet d'une sélection et d'un traitement spécifiques, cette approche développée par Joël Bellassen est considérée au sein de la communauté scientifique internationale comme représentative de la conception dite Zi benwei [字本位] (primauté au caractère) et a reçu le soutien du grand linguiste chinois LU Jianming (陆俭明). Cette approche qu'il appelle "dualiste" (二元论) considère que la didactique du chinois repose sur deux unités minimales (le caractère et le mot), alors que le courant dominant dans le chinois langue étrangère en Chine est "moniste", ne reconnaissant qu'au mot le statut d'unité pédagogique minimale, à l'instar des autres langues telles que l'anglais ou le français.
Un des buts principaux du livre (qui utilise les caractères chinois simplifiés et la prononciation du mandarin standard) est l'apprentissage des quatre cents caractères suivants, permettant de déchiffrer 66,27 % de l'ensemble des textes courants, car étant choisis pour leur fréquence et leur capacité combinatoire.
Joël Bellassen et Zhang Pengpeng ont publié un second tome du cours : Perfectionnement à la langue et à l'écriture chinoises (Bellassen et Zhang 1991) et une édition double comprenant le livre 1 (Bellassen et Zhang 1989). Ce deuxième livre est davantage centré sur la compréhension écrite. Il permet l'apprentissage de cinq cents nouveaux caractères, en consolidant l'apprentissage des quatre cents premiers.
Joël Bellassen est apparu à diverses reprises dans les médias pour promouvoir l'enseignement du chinois.

## Ouvrages publiés
- Joel Bellassen et Arnaud Arslangul, Le Chinois pour tous, Bescherelle-Hatier, 2010 (ISBN 978-2-21893312-7)
- Joel Bellassen, Méthode d'initiation à la langue et à l'écriture chinoises (nouvelle édition avec DVD), La Compagnie, 2008 (ISBN 978-2-95041356-7)
- Joel Bellassen et Chia-ling Liu, Gunxueqiu xue hanyu - Snowballing Chinese - Le Chinois par boules de neige, Pékin, Sinolingua, 2008 (ISBN 978-7-80-200-643-0, OCLC 603174399)
- Zaijian le, Zhongguo. Wo de 70 yinji, Pékin, Dongfang chubanshe, 2007 (ISBN 978-7-50602801-1)
- Annales de chinois, du bac aux concours, Éditions du Temps, 2006 (ISBN 2-84274-339-3)
- Joel Bellassen, W. Abraham et W. Yu, Le Chinois pour les nuls, 1, 2006 (ISBN 2-754-00212-X)
- Joel Bellassen, Jin Siyan et Philippe Nicolas, Empreintes chinoises : De Chine et de France, regards croisés, 2004 (ISBN 2-74880064-8)
- Shuo zi jie ci, Le chinois recyclé, Beijing Daxue chubanshe, 2002 (ISBN 7-30105637-0) /H.0750
- Le Chinois aux examens, You Feng, 1998 (ISBN 2-84279-008-1)
- Joel Bellassen et Pengpeng Zhang, A Key to Chinese Speech and Writing, t. I, Pékin, Sinolingua, 1997 (ISBN 978-7-80052507-0)
- Joel Bellassen et Pengpeng Zhang, A Key to Chinese Speech and Writing, t. II, Pékin, Sinolingua, 1997 (ISBN 978-7-80052508-7)
- Chinois : mode d'emploi, grammaire pratique et exercices, You Feng, 1996 (ISBN 2-90665897-9)
- Les idéogrammes chinois ou l'empire du sens, You Feng, 1995 (ISBN 2-90665857X)
- Joel Bellassen et Pengpeng Zhang, Perfectionnement à la langue et à l'écriture chinoises, La Compagnie, 1991
- Joel Bellassen et Pengpeng Zhang, Méthode d'initiation à la langue et à l'écriture chinoises, La Compagnie, 1989 (ISBN 978-2-95041351-2)
- Joel Bellassen, Alain Badiou et L. Mossot, Le noyau rationnel de la dialectique hégélienne, À propos d'un texte de Zhang Shiying, Maspéro, 1978 (ISBN 2-707-11045-0)
- (es) Filosofia y conservacion de los tomates, Anagrama, 1974
- Philosophie et conservation des tomates, L'Impensé Radical, 1973

## Décorations
- Officier de l'ordre des Arts et des Lettres Il est promu au grade d’officier par l’arrêté du 13 février 2015[4].
- Commandeur de l'ordre des Palmes académiques